# Mariengrotte

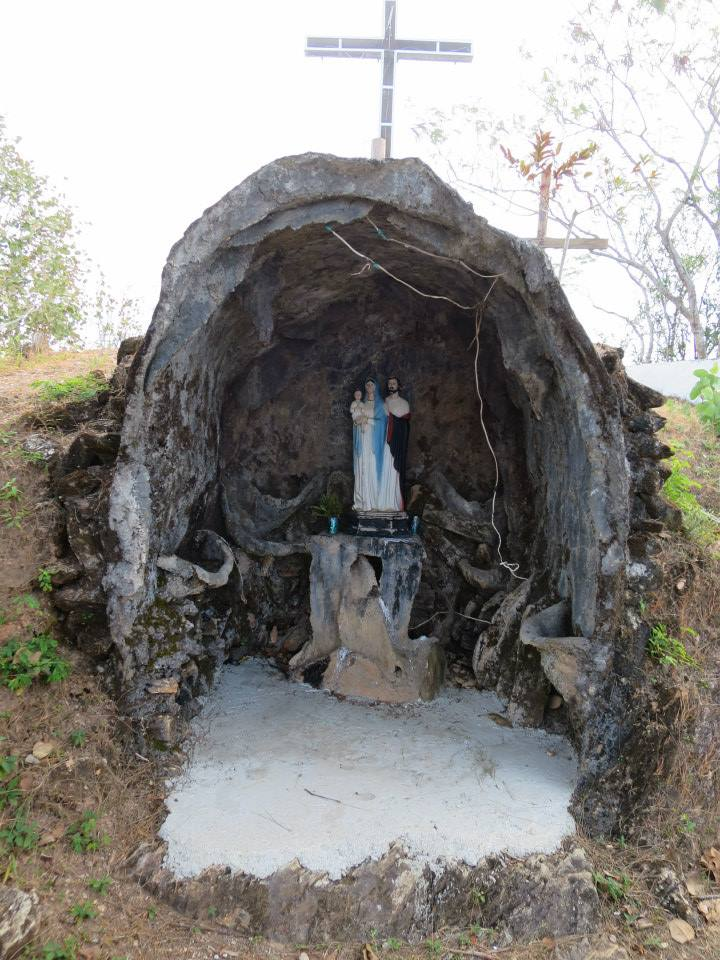
Mariengrotte in Remexio (Osttimor) mit der Heiligen Familie

Als eine Mariengrotte werden höhlenförmige Schreine bezeichnet, in denen ein Marienbildnis aufgestellt ist. Zum Teil werden auch natürliche Felsvorsprünge verwendet. Sie stehen meistens am Wegesrand oder neben Kirchen. Häufig handelt es sich dabei um sogenannte Lourdesgrotten, die dem Ort der Marienerscheinungen in Lourdes in Südfrankreich, der Grotte von Massabielle, nachgebildet sind.
Mariengrotten werden oft zum Gedenken bestimmter Ereignisse oder Marienerscheinungen, auch als Votivgabe errichtet. Immer wieder werden sie zum Ziel lokaler Wallfahrten.

## Deutschland

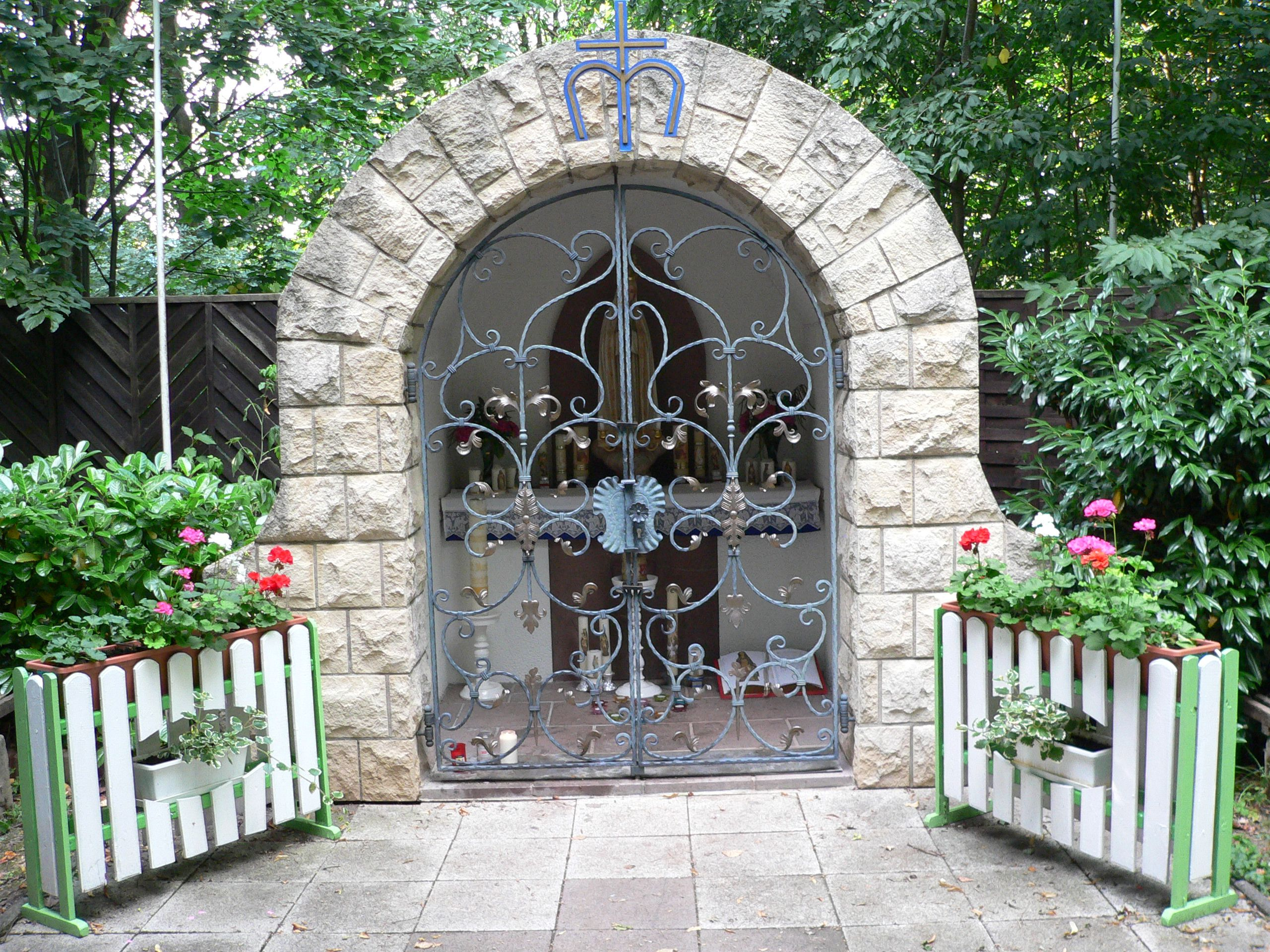
Mariengrotte bei der Waldkapelle, Neustadt (Eichsfeld)

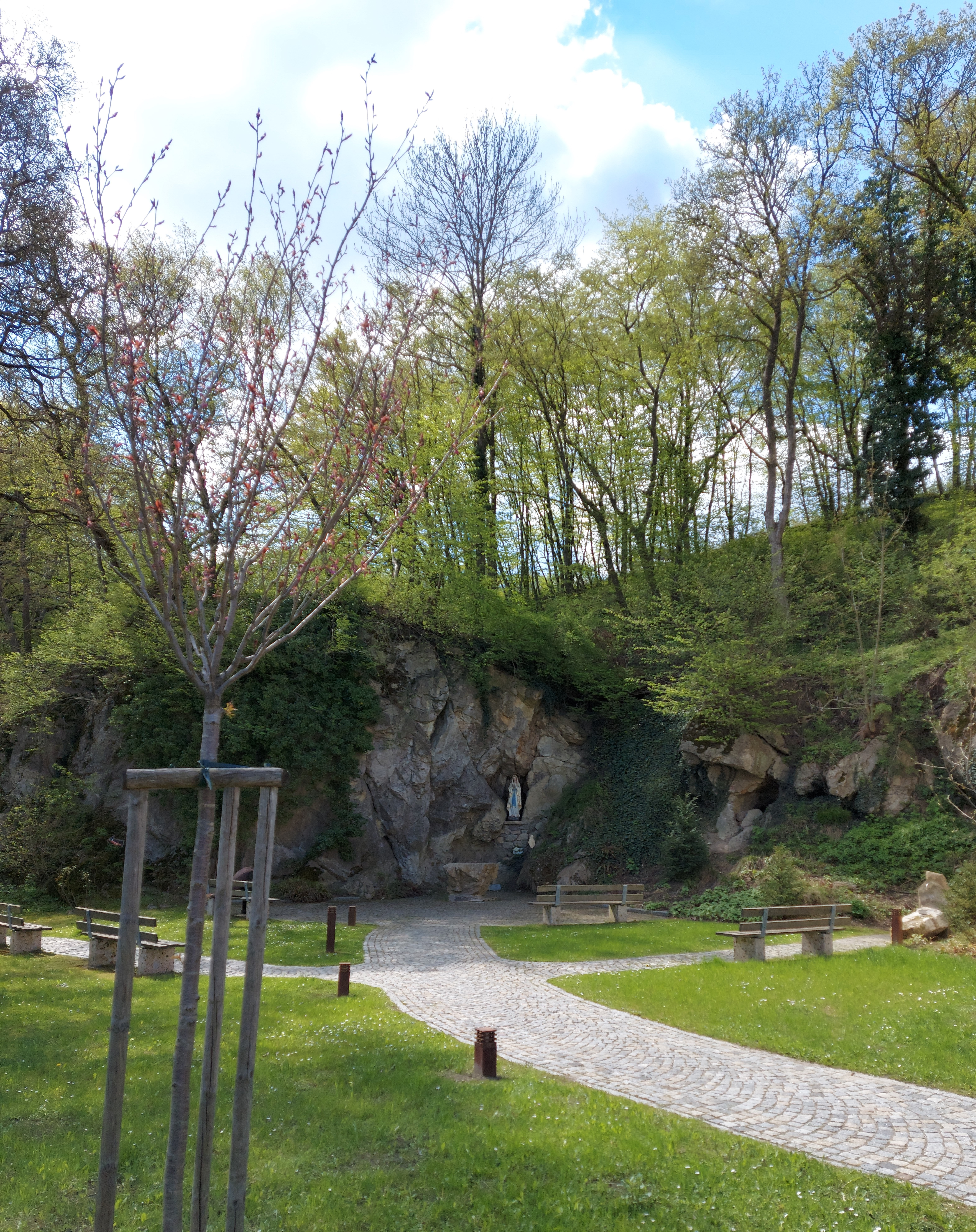
Lourdesgrotte in Heiligenkreuz (Niederösterreich)

Vor allem im Süden und Westen Deutschlands und im benachbarten Luxemburg gibt es viele Mariengrotten:
- Mariengrotte (Assamstadt)
- Am Bettlerpfad bei Freiburg im Breisgau
- Dittelbrunn
- Mariengrotte (Dautweiler)
- Mariengrotte (Dienstadt)
- Mariengrotte (Dittwar)
- Bei der Waldkapelle, Neustadt (Eichsfeld)
- Mariengrotte (Oberlauda)
- Mariengrotte (Pülfringen)
- Mariengrotte (Wollmetshofen)
- Wiesenfeld, Geisa
- Mariengrotte (Mauerstetten)

## Österreich
- Lourdesgrotte (Heiligenkreuz)
- Lourdesgrotte im Wienerwald
- Pulkauer Bründl

## Osttimor

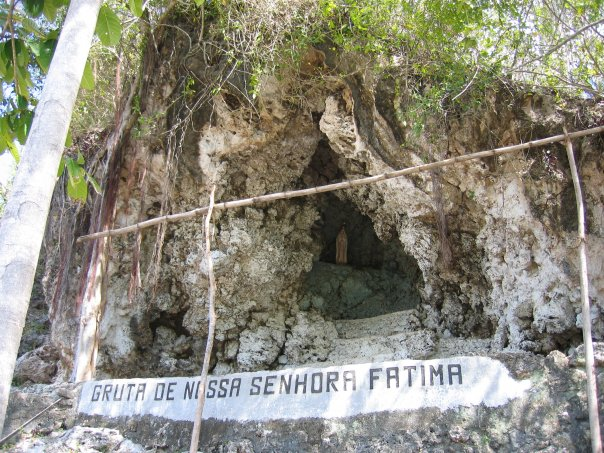
Grotte Unserer Lieben Frau von Fátima in einer natürlichen Höhle in Osttimor

In Osttimor sind Mariengrotten (Grutta) weit verbreitet, zumal das Land Unserer Lieben Frau von Fátima geweiht ist. Mariengrotten finden sich neben Kirchen und häufig an alten Kultstätten der traditionellen, animistischen Religion. Der Anteil der Katholiken in Osttimor stieg von 1975 bis 2002 von 30 % auf fast 100 % an. Neben Grotten Unserer Lieben Frau von Lourdes und von Fátima erinnern auch Grotten an die Virgen Peregrina de la Familia und andere. Auch der Verehrung andere Heiliger werden Grotten gewidmet.
Beispiele
- Gruta da Nossa Senhora de Bebonuk, Grotte mit kleinem Vorplatz
- Gruta de Bidau Masau, erhöhte Plattform mit Mariengrotte und Anbau von 1991, zum Gedenken an eine Marienerscheinung. Geweiht der Jungfrau der unbefleckten Empfängnis
- Gruta de Bidau Santana, Grotte mit mehreren kleinen Gebäuden von 2001. Das Zentrum bildet eine Grotte mit einer Statue der Hl. Anna mit der jungen Maria
- Gruta de Na. Sra. de Lourdes de Comoro, künstliche Lourdesgrotte mit lebensgroße Marienstatue
- Fatumaca, Mariengrotte
- Gruta Morutau, Mariengrotte an einem alten animistischen Heiligtum
- Mariengrotte bei der Ave-Maria-Kirche von Suai

## Vereinigte Staaten und Kanada

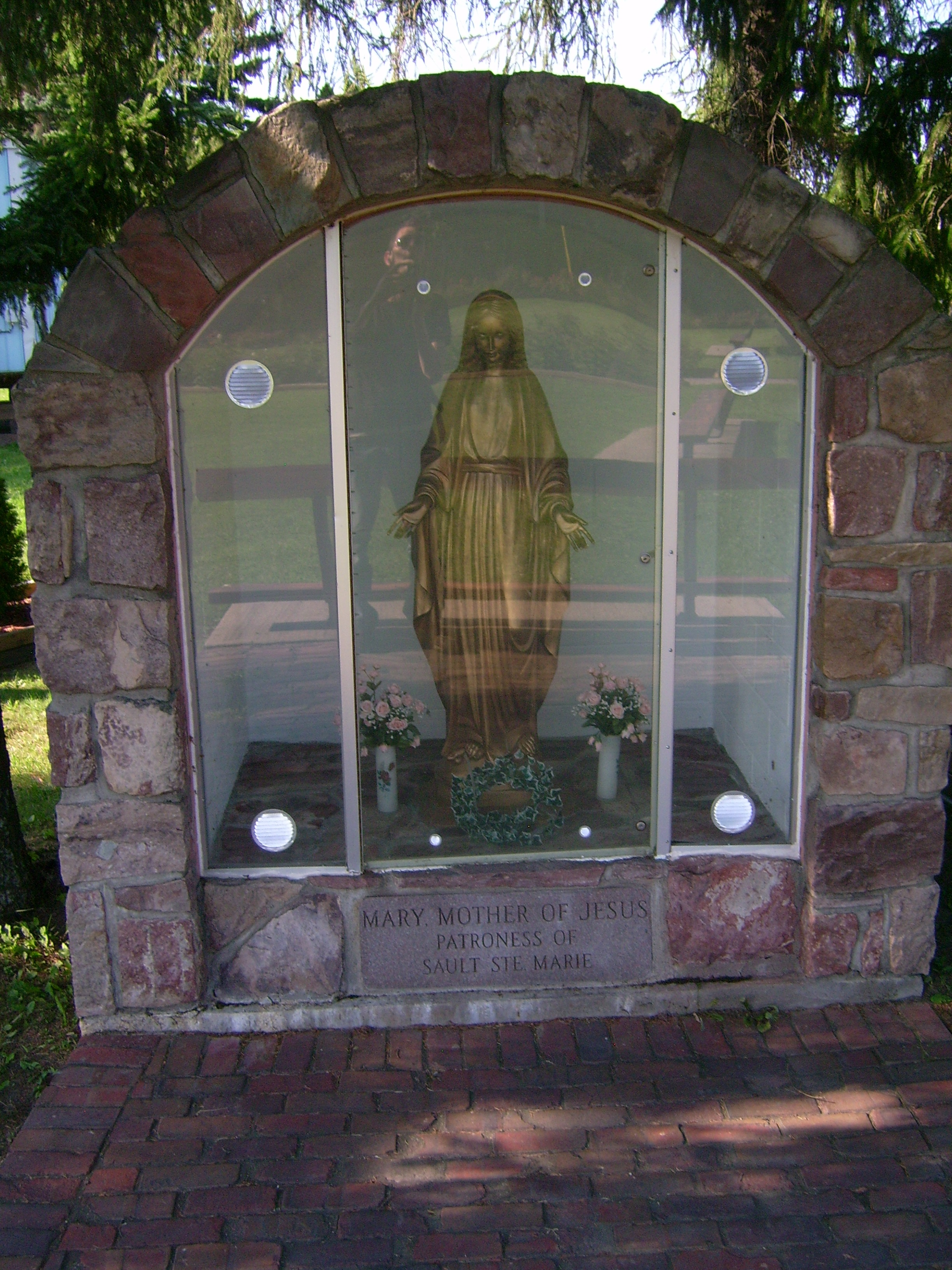
Grotte der Gottesmutter, der Schutzpatronin von Sault Ste. Marie, Ontario

In Windthorst (Texas) wurde eine Mariengrotte von 64 Veteranen des Zweiten Weltkriegs gestiftet.